# Владиславка (Мироновский район)

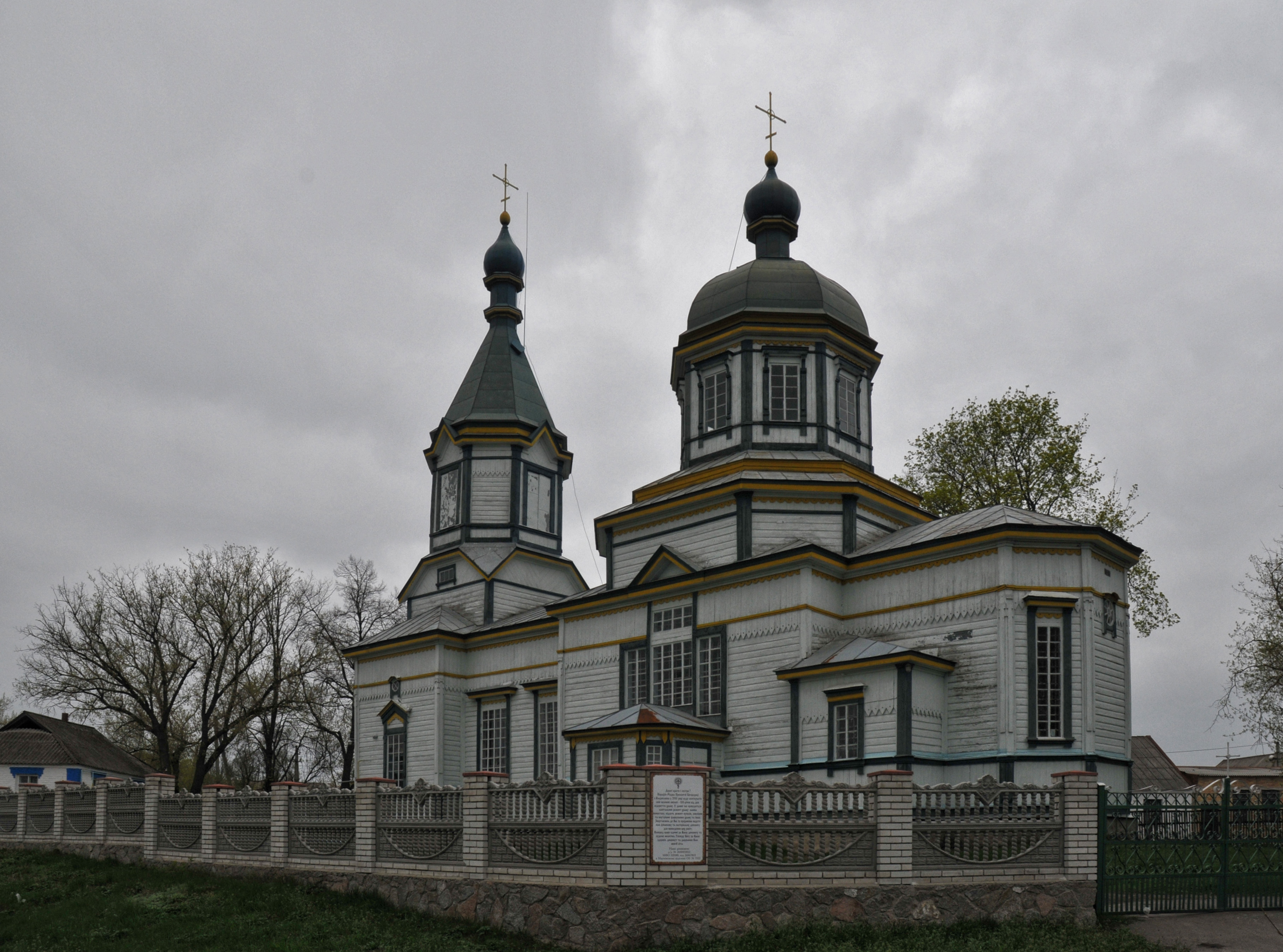
Церковь Рождества Пресвятой Богородицы (с. Владиславка)

Владисла́вка (укр. Владисла́вка) — село, входит в Мироновский район Киевской области Украины.
Население по переписи 2001 года составляло 1666 человек. Почтовый индекс — 08842. Телефонный код — 04574. Занимает площадь 30,7 км². Код КОАТУУ — 3222981201.

## Местный совет
08842, Київська обл., Миронівський район, с. Владиславка, вул.Центральна,183  (укр.)